# Antigenes (Diadoche)
Antigenes (altgriechisch Ἀντιγένης Antigénēs; * um 380 v. Chr.; † 316 v. Chr.) war ein Feldherr Alexanders des Großen und einer seiner Diadochen. Bekannt wurde er vor allem als Anführer der Argyraspiden, der „Silberschilde“.

## Leben
Antigenes war bereits ein Feldherr König Philipps II. von Makedonien. Bei der Belagerung von Perinthos 340 v. Chr. verlor er ein Auge.

### Asienfeldzug
Er nahm als Hypaspist an dem Feldzug Alexanders durch Asien teil und wird erstmals in der Schlacht am Hydaspes 326 v. Chr. namentlich erwähnt. Auf dem Rückzug aus Indien schloss er sich der Abteilung des Krateros an, mit der er durch Arachosien marschierte und erst in Karmanien wieder zu Alexander stieß. Angeblich wurde während dieses Marsches die Abteilung der „Silberschilde“ gebildet, die aus den ältesten und erfahrensten Hypaspisten des Alexanderheeres zusammengesetzt wurde. Antigenes wurde von Anfang an ihr Befehlshaber.
Nach ihrer Rückkehr nach Persien nahm Antigenes wohl auch an der Revolte des Heeres 324 v. Chr. in Opis teil, die von Alexander aber unter Kontrolle gebracht werden konnte. Alexander ordnete darauf den Heimmarsch der 10.000 Veteranen nach Makedonien unter dem Befehl von Krateros an, was auch Antigenes, Polyperchon und Kleitos den Weißen mit einschloss. Ihnen wurde dabei auch der Transport des Reichsschatzes anvertraut.

### Diadoche
Die Veteranen erreichten 323 v. Chr. die Provinz Kilikien, wo sie den Winter verbrachten und den Satrapen Philotas bei der Bekämpfung der aufständischen Pisidier unterstützten, gegen die kurz zuvor der Satrap Balakros gefallen war. In dieser Zeit erreichte sie die Nachricht vom Tod Alexanders. Im Sommer 322 v. Chr. zogen Krateros, Polyperchon und Kleitos mit dem größten Teil der Veteranen eilends nach Makedonien, um dort Antipater im Kampf gegen die revoltierenden Griechen zu helfen. Antigenes blieb mit dem Schatz und 3.000 Veteranen in Kilikien zurück, was damit wohl auch das wahrscheinlichere Gründungsdatum der „Silberschilde“ markierte.
321 v. Chr. kam der Reichsregent Perdikkas nach Kilikien, mit dessen Hilfe die pisidischen Städte Isauria und Laranda vernichtet wurden. Anschließend begleitete Antigenes mit seinen „Silberschilden“ den Reichsregenten nach Ägypten, um dort Ptolemaios zu bekämpfen. Nachdem aber die Überquerung des Nils scheiterte, drangen Antigenes, Peithon und Seleukos in Perdikkas’ Zelt ein und töteten ihn.
Auf der anschließenden Konferenz von Triparadeisos wurde Antigenes für seinen Verrat vom neuen Reichregenten, Antipater, mit der Satrapie Susia belohnt. Er blieb nur bis 320 v. Chr. in Susa, zog stattdessen mit den „Silberschilden“ zurück nach Kilikien, um dort den noch immer mitgeführten Schatz in der Festung Kyinda zu verwahren. Die Regierung in Susa übernahm in seiner Abwesenheit vermutlich der Festungskommandant Xenophilos. Bereits im Jahr 319 v. Chr. starb Antipater, sein Nachfolger als Regent wurde Polyperchon, was allerdings den zweiten Diadochenkrieg auslöste. Im selben Jahr erschien der mit Polyperchon verbündete Eumenes von Kardia in Kilikien, der zuvor ein Anhänger des Perdikkas gewesen war. Eumenes wurde von Polyperchon zum Strategen (Oberbefehlshaber) von Asien ernannt, der nun Antigenes, im Namen des Regenten und der Könige, dazu aufforderte, sich ihm zum Kampf gegen Antigonos Monophthalmos anzuschließen. Ein Königsbrief des Regenten ermächtigte Eumenes zusätzlich, sich des Schatzes zu bedienen, um neue Truppen anzuwerben. Antigenes und die „Silberschilde“ kamen diesem Befehl allerdings erst nach, nachdem Eumenes ihnen versichert hatte, dass ihm Alexander im Traum erschienen sei und ihm die Führung über sie aufgetragen habe. Denn Eumenes war ein geborener Grieche, dem die makedonischen Krieger reserviert gegenüberstanden. Zusätzlich führte er einen Alexander-Kult ein, bei dem jeden Morgen vor einem roten Zelt, in dem die Rüstung und das Diadem Alexanders aufbewahrt wurden, ein Opfer dargebracht werden sollte. Mit dieser religiösen Überhöhung ihres Idols konnte Eumenes die „Silberschilde“ dazu bewegen, sich ihm anzuschließen.
Mit Eumenes kam Antigenes 317 v. Chr. noch einmal nach Susa und kämpfte anschließend in der Schlacht von Paraitakene gegen Antigonos. Vor allem die „Silberschilde“ retteten den unentschiedenen Ausgang dieser Schlacht, indem es ihnen gelang, die gegnerische Phalanx in die Flucht zu schlagen. Eumenes wandte sich darauf weiter in den Osten, um sich dort mit den lokalen Satrapen zu verbünden. Antigenes ließ Susa erneut zurück, das kurz darauf von seinen einstigen Mordkomplizen Peithon und Seleukos belagert wurde.
Im Winter des Jahres 316 v. Chr. trafen Eumenes und Antigonos in der Schlacht von Gabiene erneut aufeinander. Antigenes und seine „Silberschilde“ bildeten dabei das Zentrum des Heeres von Eumenes. Vor dem Beginn der Schlacht soll er die Phalanx des Antigonos entlang geschritten sein und dessen Krieger ermahnt haben, zu überdenken, dass sie im Begriff seien, gegen ihre Väter zu kämpfen. Ein weiteres Mal bewiesen die „Silberschilde“ ihren Ruf, die Elite der makedonischen Kriegerschaft zu sein. Während Eumenes’ linker Flügel aufgerieben wurde und der rechte Flügel unter Peukestas sich kampflos vom Feld entfernt hatte, blieben ihre Reihen geschlossen. Es gelang ihnen wieder, wie schon bei Paraitakene, die Phalanx des Antigonos zu durchbrechen und sich anschließend in geordneter Formation zurückzuziehen. Die Schlacht endete damit erneut mit einem Patt, der aber dennoch zu einer Niederlage wurde, da es Antigonos gelungen war, sich des Feldlagers der „Silberschilde“, samt ihren Frauen und Kindern, zu bemächtigen. Teutamos, Antigenes’ Unterführer der „Silberschilde“, bewog die Krieger dazu, Eumenes an Antigonos auszuliefern, um ihre Familien zu retten. Antigenes’ Rolle bei diesem Verrat ist unklar, er wurde aber von Antigonos bei lebendigem Leib verbrannt.
Die „Silberschilde“ schlossen sich darauf Antigonos an, doch der traute ihnen nach ihrem Verrat an Eumenes nicht mehr. Deshalb überantwortete er sie 315 v. Chr. in Persepolis dem Kommando des Satrapen Sibyrtios, mit dem Auftrag, sie tief in den Osten zu führen, wo sie sich in ausweglosen Kämpfen allmählich aufreiben sollten. Nach Gabiene hatten sich auch die Verteidiger von Susa ergeben. Diese Satrapie wurde von Antigonos an den Perser Aspisas vergeben, was aber zum Bruch mit Seleukos führte, der die Stadt erobert hatte.